# Prichard (Alabama)
Prichard – miasto w Stanach Zjednoczonych, w stanie Alabama, w hrabstwie Mobile.

## Demografia
W 2008 liczyło 28 635 mieszkańców. W 2023 liczba mieszkańców spadła do 18 816 osób, a gęstość zaludnienia do 285,1 osoby/km².